# Yasmeen Lari
Yasmeen Lari (Dera Ghazi Khan, 1941) é uma arquiteta e ecoativista paquistanesa.
Primeira arquiteta do Paquistão, é conhecida por seu trabalho que busca intercalar a arquitetura com a justiça social. Aposentada da arquitetura em 2000, Lari foi reconhecida por seu trabalho na Heritage Foundation Pakistan pelas Nações Unidas por seus trabalhos de ajuda humanitária e projetos de conservação histórica em aldeias rurais em todo o Paquistão. 
Em 2016 foi premiada com o Prêmio Fukuoka e em 2023 com a Medalha de Ouro do RIBA. Defensora dos direitos das mulheres e partidária da pegada de carbono zero, Lari usa a arquitetura, a ecologia e a justiça social como forma de capacitar seções marginalizadas da sociedade usando metodologias que se baseiam na tradição e que causam baixo impacto no planeta. Lari e a Heritage Foundation Pakistan fornecem treinamento em métodos de baixa tecnologia, participativos e resilientes a desastres, permitindo que comunidades afetadas por desastres, especialmente aquelas compostas por maioria de mulheres, se tornassem autossuficientes.
Em 2025, a Trienal de Arquitectura de Lisboa atribui-lhe o Prémio Carreira Trienal de Lisboa Millennium bcp.

## Biografia
Lari nasceu em 1941 na cidade de Dera Ghazi Khan, na época parte da Província de Punjab, na Índia Britânica (hoje pertencente ao Paquistão). Passou vários anos na região de Lahore, convivendo com membros do Biradri iraquiano, uma casta muçulmana sunita encontrada principalmente no leste de Uttar Pradesh, na Índia.
Seu pai, Zafarul Ahsan, trabalhava em grandes projetos de desenvolvimento em Lahore e em outras cidades, através dos quais Lari conheceu a arquitetura. Uma das irmãs de Lari é Nasreen Jalil, que foi vice-prefeita de Carachi e membro do parlamento paquistanês. Aos 15 anos, deixou o país pela primeira vez para visitar Londres com a família. Inicialmente era para ser uma viagem de férias, mas Lari e seus irmãos foram matriculados em uma escola na capital inglesa.
Após sua rejeição da faculdade de arquitetura, Lari estudou dois anos no curso de artes em Londres antes de ser aceita na Escola de Arquitetura da Oxford Brookes University (anteriormente chamada Oxford Polytechnic).

## Carreira

### Arquitetura (1964–2000)
Após se formar em arquitetura, em 1964, Lari voltou ao Paquistão, aos 23 anos, com seu marido, Suhail Zaheer Lari, e abriu um escritório de arquitetura, chamado Lari Associates, na capital, Carachi. Assim, ela se tornou a primeira arquiteta do Paquistão. Inicialmente, enfrentou dificuldades quando os trabalhadores dos canteiros de obra desafiaram a sua autoridade ou conhecimento devido ao seu gênero.
Em 1969, Lari foi eleita para o Royal Institute of British Architects (RIBA). Seus projetos posteriores incluíram habitações como a Angoori Bagh Housing (ABH) (1978) e edifícios comerciais como o Taj Mahal Hotel, em Carachi em 1981, o Centro Financeiro e Comercial em 1989 e a Casa de Petróleo do Estado do Paquistão (sede da Empresa PSO) em Carachi em 1991.
Lari projetou o primeiro programa de habitação pública do país, o projeto Anguri Bagh, e autofinanciou o programa Lines Area Resettlement, que realojou 13 mil pessoas em casas autoconstruídas, sem deslocá-las de onde viviam e trabalhavam. Concentrando-se nas questões das mulheres, LAri projetou terraços abertos para as mulheres que mudaram de suas antigas casas propensas a inundações, para lhes dar espaço ao ar livro seus filhos e animais.
Lari se aposentou da arquitetura em 2000, mas permanece ativa na área da preservação histórica, atuando como consultora do projeto da UNESCO como diretora-executiva da Heritage Foundation Pakistan e como presidente das Karavan Initiatives.

### Esforços humanitários
Lari e seu marido fundaram a Heritage Foundation of Pakistan, um grupo humanitário em 1980. Desde 2010, Lari construiu mais de 50 mil casas no Paquistão para causas humanitárias, como vítimas de terremotos e enchentes. Lari implementa técnicas de construção tradicionais e materiais locais, como na reconstrução de 2013 após as enchentes na região do Vale do Sind, no Paquistão,e, novamente na mesma área em 2023, construindo casas de baixo custo, sustentáveis, com bambu e lama, e rebocadas, de um cômodo ou chauhras. Em 2013, Lari ajudou os moradores das vilas do Distrito de Arawan, atingidos pelo terremoto de 2013.
| “ | Não podemos ficar sentadas em nossas cadeiras e dizer que está tudo bem, há algo no mundo que não está certo, que não é justo. Sinto que os arquitetos precisam se tornar realmente ativistas, lutar contra as injustiças sociais. | ” |

Em 2018, Lari projetou um chulah (um fogão com barro e cal) econômico e acessível, que melhorou os fogões tradicionais e não emitia fumaça tóxica nas casas paquistanesas, assim protegendo as mulheres e o meio ambiente de danos. Seu design lhe rendeu o World Habitat Awards no mesmo ano.
Yasmeen Lari é uma das fundadoras e atual presidente da divisão paquistanesa da International Network for Traditional Building, Architecture & Urbanism (INTBAU), criada em 2018.

## Filosofia
Seu fogão sustentável faz parte do que Lari chama de "arquitetura de pés descalços" (Barefoot Architecture). Diferente de materiais contemporâneos, os materiais locais podem ser produzidos e processados por mulheres sem renda. O sucesso do projeto do chulah só foi possível devido à utilização de práticas tradicionais e locais, onde Lari capacitou mulheres não alfabetizadas com os conhecimentos que já possuíam.
Na cultura muçulmana no Paquistão, a casa é o centro da vida da maioria das mulheres, em especial nas áreas rurais e pobres. Lari reconheceu as necessidades dessas mulheres ao projetar uma infraestrutura capaz de atender às suas necessidades sociais, emocionais e biológicas. Os espaços comunitários fora da residência, além de acesso a água limpa, banheiros seguros e salubres, abrigo e cozinha saudável são pontos centrais para a arquitetura.
Além disso, seu projeto ajudou a reduzir o isolamento das mulheres em casa, tornando o espaço um local de comunidade e interação social. Lari acredita que o espaço público também deva ser um espaço acolhedor para as mulheres paquistanesas enquanto mantém noções culturais. Lari também desenhou espaços para suprir as necessidades sociais das mulheres em seus projetos residenciais Angoori Bagh e Naval.
Por meio da Heritage Foundation Pakistan e do Zero Carbon Cultural Center, as mulheres paquistanesas são treinadas para fazer tijolos, chulahs e casas. O espaço também é utilizado por mulheres de aldeias vizinhas a Dera Ghazi Khan para a confecção de telhas cerâmicas ecológicas, que depois são utilizadas nos projetos de Lari. Tornar as técnicas artesanais tradicionais disponíveis para as mulheres da comunidade significa investir em economias locais e sensíveis ao gênero. Os esforços humanitários de Lari e seus projetos arquitetônicos, apoiando o conhecimento feminista local, aumentam a resiliência social e econômica das mulheres. Tais habilidades posteriormente ajudam a regenerar as comunidades para facilitar o cuidado com o meio ambiente por meio da eco-arquitetura e de materiais locais.
| “ | Os pés descalços é uma visão comum em nossas áreas rurais. Demonstra a dureza da vida, mas tem os seus benefícios: somos capazes de pisar suavemente na terra e crescer usando os recursos do planeta com cuidado. | ” |